# Вја Дон Монца (Леко)
Вја Дон Монца је насеље у Италији у округу Леко, региону Ломбардија.
Према процени из 2011. у насељу је живело 42 становника. Насеље се налази на надморској висини од 272 м.